# Ekzarh Antimovo, Burgas
Ekzarh Antimovo (în bulgară Екзарх Антимово) este un sat în comuna Karnobat, regiunea Burgas,  Bulgaria. 

## Demografie
Componența etnică a satului Ekzarh Antimovo
     Nicio identificare (3,63%)
     Romi (15,49%)
     Turci (1,49%)
     Bulgari (78,84%)
     Altele (0,53%)
La recensământul din 2011, populația satului Ekzarh Antimovo era de 936 locuitori. Din punct de vedere etnic, majoritatea locuitorilor (78,84%) erau bulgari, existând și minorități de romi (15,49%) și turci (1,49%). Pentru 3,63% din locuitori nu este cunoscută apartenența etnică.